# (1622) Chacornac
(1622) Chacornac (1952 EA) est un astéroïde de la ceinture principale découvert le 15 mars 1952 par l'astronome français Alfred Schmitt à Uccle.
Il est nommé en l'honneur de Jean Chacornac, également astronome français.

## Compléments